# Opatówek

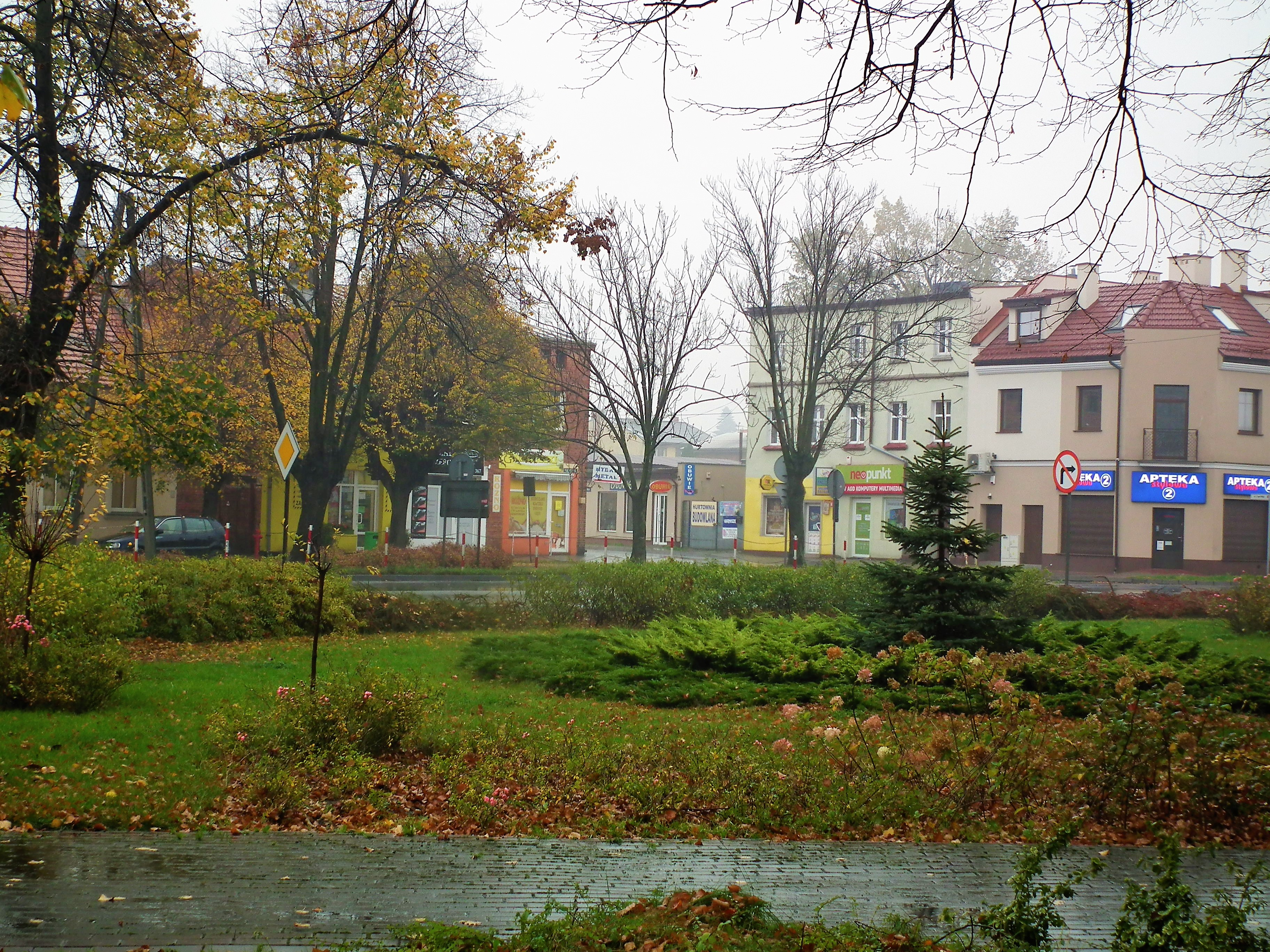
Praça principal de Opatówek

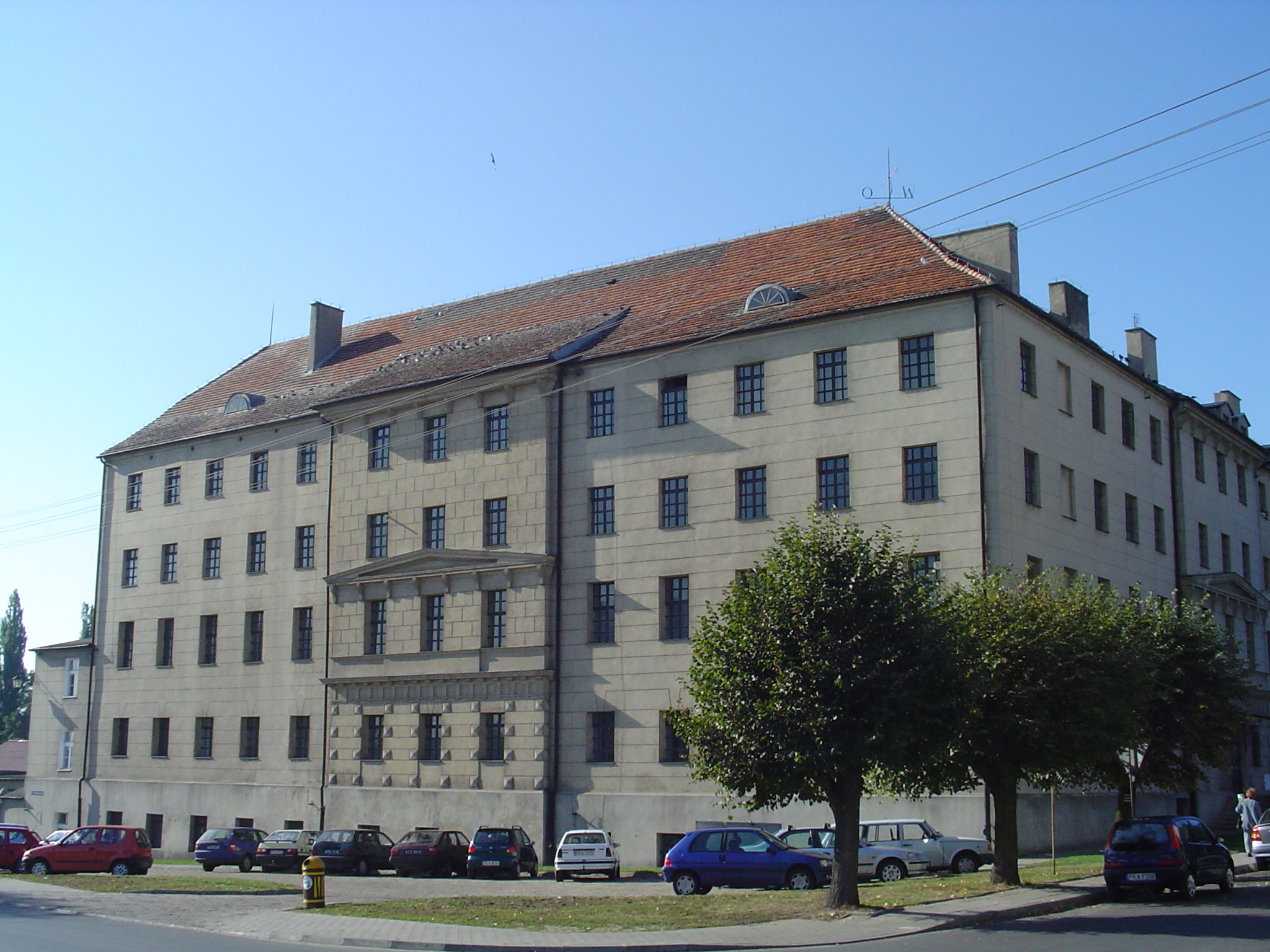
Museu de História Industrial

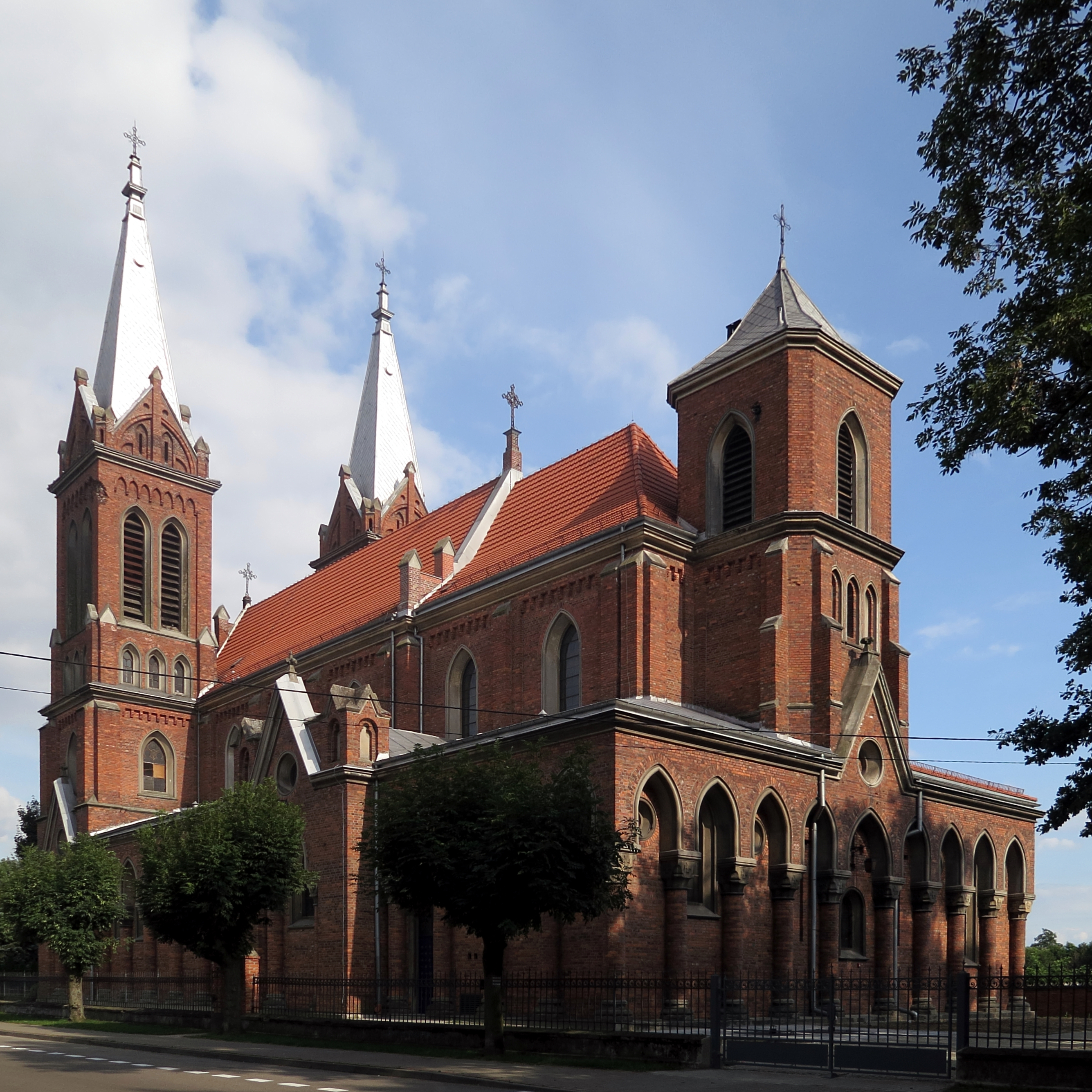
Igreja paroquial neogótica do Sagrado Coração de Jesus

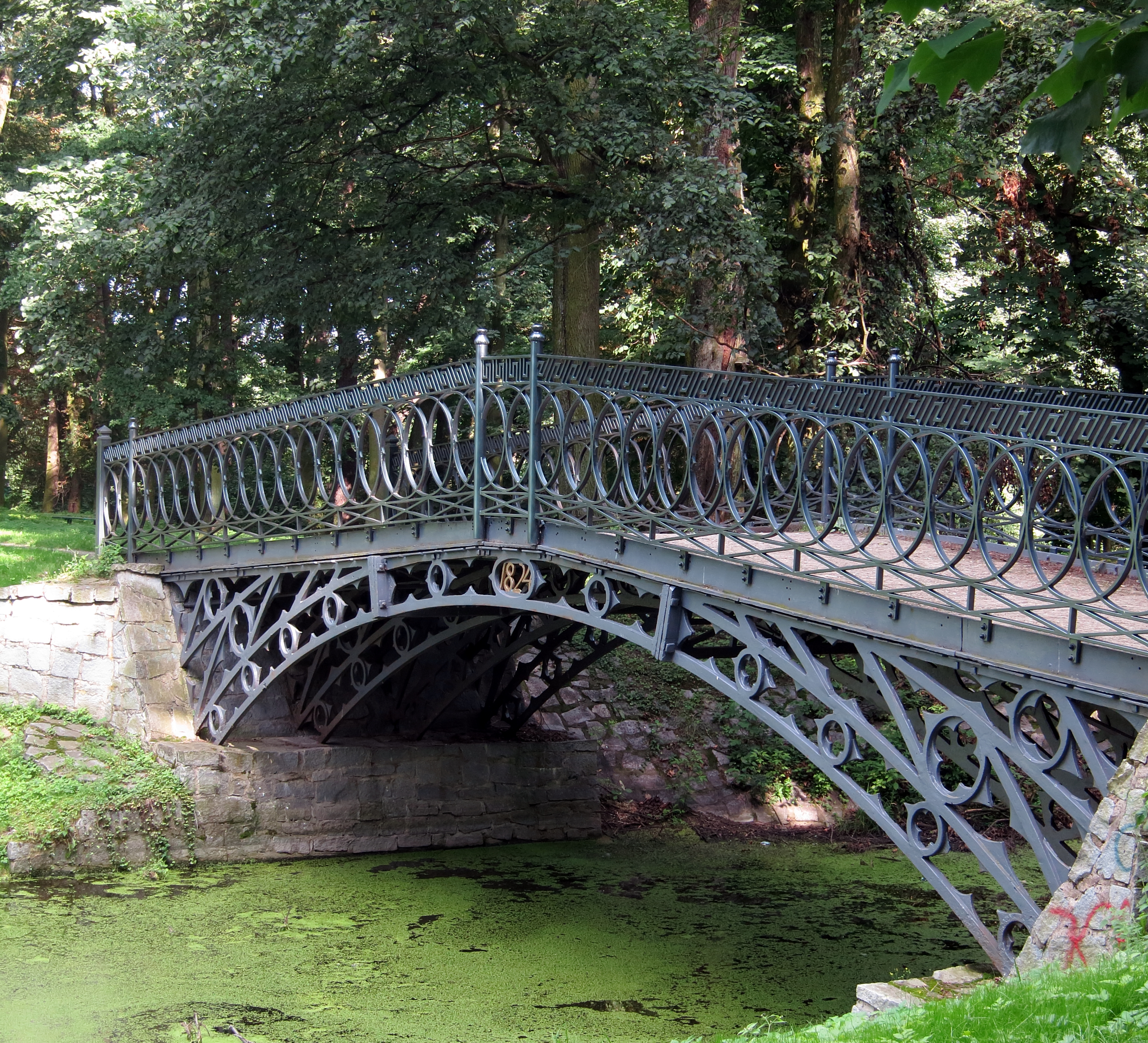
Parque com uma ponte de ferro de 1824

Opatówek (em latim: Opatovecum, Opatovia) é um município da Polônia, na voivodia da Grande Polônia, condado de Kalisz e sede da comuna de Opatówek.
Está situado no planalto de Kalisz, próximo ao rio Trojanówka, na aglomeração urbana de Kalisz-Ostrowska, cerca de 10 km a leste de Kalisz. Atravessam a cidade a ferrovia Łódź–Forst, a rodovia nacional n.º 12 e a rodovia da voivodia n.º 471. No período de 1975 a 1998, a cidade pertenceu à voivodia de Kalisz.
No final do século XVI, a cidade de um clérigo, pertencente à Arquidiocese de Gniezno, situava-se no condado de Kalisz, voivodia de Kalisz. Opatówek foi uma cidade até 30 de maio de 1870, tendo-lhe sido novamente concedidos direitos de cidade em 1 de janeiro de 2017.
De acordo com os dados de 31 de dezembro de 2017, a cidade estende-se por uma área de 8,68 km², com 3 723 habitantes e com uma densidade de 428,9 hab/km².
Opatówek é um pequeno centro industrial no Distrito Industrial de Kalisz-Ostrowski, as maiores empresas são as indústrias alimentícias "Jutrzenka" S.A. e "Hellena" S.A. (Jutrzenka Colian).
Opatówek abriga o Museu de História Industrial e os departamentos locais da Universidade de Łódź e da Universidade de Tecnologia da Informação em Łódź. A cidade é a sede da Forania de Opatówek (diocese de Kalisz).
Em 1826, na igreja local do Sagrado Coração de Jesus, foi sepultado o primeiro governador do Polônia do Congresso, o príncipe Józef Zajączek.

## História

### Os primeiros vestígios de pessoas
Os primeiros vestígios de povoamento na área da Opatówek de hoje vêm da Idade do Bronze. Durante o período de intenso comércio com Roma, havia uma rota comercial perto da atual Opatówek, mas não se sabe se já existia aí um povoado nessa época.

### Da cristianização às partições
O início de Opatówek está relacionado à cristianização da Grande Polônia durante a formação do Estado polonês. As ordens religiosas importadas na época receberam várias ou mesmo uma dúzia de aldeias como emolumentos. Provavelmente Opatówek é então mencionada como Opatovia, Opatów ou Opatowo. Em 1246, já é propriedade da Arquidiocese de Gniezno. Na virada dos séculos XIII e XIV, Opatówek foi destruída várias vezes. Primeiro, durante as invasões da nobreza pelas propriedades do arcebispo, depois pelos lituanos (1304) e pelos cavaleiros teutônicos (1331).
Na segunda metade do século XIV, graças aos esforços do arcebispo de Gniezno, Jarosław Bogoria-Skotnicki, Opatówek obteve a confirmação dos direitos de cidade, provavelmente adquiridos na primeira metade desse século. Apesar de obtê-los, pertenceu durante muito tempo à cidades muito pequenas. Em 1579, a cidade pagou impostos "a dois artesãos e oito oficiais de justiça". Em 1775, Opatówek tinha 80 residências.

### Durante as partições
Após a Segunda Partição da Polônia, Opatówek pertenceu ao departamento de Kalisz, na Prússia Meridional, e depois ao departamento de Kalisz, no Ducado de Varsóvia. Em 1807, tornou-se propriedade do general Józef Zajączek. Os rendimentos de Opatówek pagos a Zajączek, só em 1807, foram de 81 081 złotys.
O início do século XIX foi um período de desenvolvimento para Opatówek. Em 1810 Zajączek reconstruiu o antigo Palácio do Primaz ao estilo renascentista e renovou o parque circundante. A cidade ganhou novos terrenos na rota Kalisz-Łowicz. Os habitantes de outras cidades, comerciantes e industriais, tentados por privilégios, instalaram-se em Opatówek. Foram colocados paralelepípedos nas principais vias e construídas novas casas. Em 1824 foi criada uma fábrica de tecidos. O desenvolvimento de Opatówek foi descrito nos seus diários por um escritor e dramaturgo polonês, Julian Ursyn Niemcewicz: "o lugar, situado num terreno arenoso e desagradável, fez dos proprietários de hoje a zona mais agradável". (...) não é uma aldeia como antes, mas uma cidade decente, constituída por casas de artesãos, que indicam o movimento ativo e a vida, fazendo de Opatówek um bom lugar para ficar".
Nos anos de 1806 a 1813, o arrendatário de Opatówek foi Kacper Miaskowski, oficial do exército polonês, durante a Campanha da Rússia (1812) e comandante do 15.º Regimento de Infantaria do Ducado de Varsóvia.
Em 1831, Agaton Giller, jornalista e publicitário, membro do Governo Nacional na Revolta de Janeiro, nasceu em Opatówek, e em 1833, o seu irmão Stefan Giller, um poeta conhecido como "Stefan de Opatówek". Em 1850 a cidade já contava com 1 200 habitantes. Em 1862 os judeus foram autorizados a estabelecer-se em Opatówek. Durante a Revolta de Janeiro, uma unidade militar de Franciszek Parczewski operou na área de Opatówek. Em 1869 Opatówek, que na altura tinha 1 623 habitantes, perdeu os seus direitos de cidade e transformou-se num povoado urbano. Em 1878 o arquivo de registros antigos se perdeu em um incêndio, apenas uma benesse de um governador e cinco livros da cidade dos séculos XVII e XVIII foram salvos.

### De 1914 a janeiro de 1945
Em 1914, foi construído um caminho de ferro de via estreita para Zbiersk, comuna de Stawiszyn. Em 15 de agosto de 1914, as primeiras tropas alemãs entraram na cidade. Desde 1917, uma unidade militar da Organização Militar Polonesa operava em Opatówek. Em 1918, a cidade retornou à Polônia. No período entre guerras, a sociedade de Opatówek era diversificada em termos de nacionalidade, com poloneses, alemães e judeus morando nela. As organizações polonesas estavam ativas, incluindo os escoteiros. Em 14 de junho de 1919, o núncio apostólico na Polônia, Achille Ratti, futuro Papa Pio XI, visitou Opatówek. Em 1931, sua população era de 3 000 habitantes. Em 22 de novembro de 1931, o Monumento à Liberdade foi inaugurado com um baixo-relevo representando o busto de Józef Piłsudski. Em 1938, foram realizadas eletrificações e conexão com a central elétrica de Kalisz. Em 4 de setembro de 1939, tropas alemãs entraram na cidade e a população fugiu para o Leste. Nos dias 21 e 22 de janeiro de 1945, a cidade foi libertada da ocupação.

### Depois de 1945 até hoje
Já em abril de 1945, foi criada a Cooperativa Comunal "Auto-ajuda Camponesa". Em dezembro de 1951, foi inaugurado um novo edifício de uma escola primária na rua Szkolna 3. Em 1972, foi criado o Complexo Escolar Agrícola. Em junho de 1987 foi comemorado o 850.º aniversário da Opatówek. Desde 1990 existe a Sociedade dos Amigos de Opatówek, que publica um boletim "Opatowian". Em 1997 foi encontrada no sótão da casa dos Gillers uma coleção de documentos, cartas, manuscritos e livros pertencentes a esta família. Em 1999 foi concedido à Biblioteca Pública Municipal o estatuto de biblioteca municipal. Em 2001, Opatówek iniciou a cooperação com o município italiano de Peccioli. Nos anos 2005-2006, foi renovada a estrada nacional n.º 12 que atravessa o município. Em 2005, foi inaugurado um pavilhão de desporto e entretenimento.
Em 19 de julho de 2016, a Primeiro-Ministra Beata Szydło assinou um decreto legislativo do Conselho de Ministros que restabelece os direitos municipais de Opatówek a partir de 1 de janeiro de 2017.

## Monumentos
- Fábrica de Adolf Fiedler em Opatówek
- Ponte de ferro em Opatówek, erguida em 1824, a ponte de ferro fundido mais antiga da Polônia
- Igreja paroquial neogótica do Sagrado Coração de Jesus e Santa Doroteia reconstruída em 1906–1912
- Restos de uma antiga fazenda: anexo, muro e portão, "confeitaria", portão para o parque, celeiro, 2 galpões, casas dos fazendeiros